# Dochon-dong
Dochon-dong (koreanska: 도촌동) är en stadsdel i staden Seongnam i provinsen Gyeonggi, 23 km sydost om huvudstaden Seoul. Den ligger i stadsdistriktet Jungwon-gu.